# Michel Broeders
Michel Broeders (Brunssum, 18 december 1967) is een Nederlands voormalig profvoetballer.

## Loopbaan als speler
Broeders werd als B-pupil bij RKBSV gescout door Gène Gerards en naar Roda JC gehaald, waar hij zijn gehele professionele carrière zou blijven. 
Hij maakte zijn debuut voor Roda JC als invaller voor Huub Smeets op 7 juni 1987 in de thuiswedstrijd tegen FC Utrecht in de nacompetitie voor een plaats in de UEFA Cup, waarin hij de 2-0 wist te scoren. In maart 1989 maakte Broeders zijn debuut op Europees niveau in de wedstrijd tegen Sredets Sofia waar onder andere Hristo Stoichkov, Emil Kostadinov en Luboslav Penev in het veld stonden.
In het seizoen 1992-93 raakte Broeders geblesseerd aan zijn knie. Broeders begon te sukkelen met zijn knie, maar na een aantal maanden revalidatie fit verklaard. Na een aantal wedstrijden gespeeld te hebben scheurde hij in de wedstrijd tegen Dordrecht'90 zijn voorste kruisband af. De revalidatie duurde ditmaal 10 maanden voordat hij op 13 maart 1994 weer in actie kwam tegen Sparta. De volgende dag gedurende de training scheurde hij wederom zijn kruisband en ditmaal betekende dit het einde van zijn carrière.
Broeders speelde tevens 10 interlands in Jong Oranje.

## Loopbaan als trainer
In 1995 werd Broeders jeugdtrainer bij Roda JC. In 2002 werd hij hoofdtrainer bij VV De Leeuw waarmee hij wist te promoveren naar de vierde klasse. Het volgende seizoen wist hij zich te handhaven en zelfs mee te doen aan de nacompetitie voor promotie naar de derde klasse. In 2004 vertrok hij naar tweedeklasser Laura Hopel Combinatie, waar hij twee seizoenen werkte als hoofdtrainer. In 2006 werd hij hoofdtrainer bij vierdeklasser SV Langeberg, waarmee hij direct promotie wist af te dwingen. Het volgende wist hij de nacompetitie te halen en direct door te promoveren naar de tweede klasse. In 2009 begon Broeders als hoofdtrainer bij ADVEO in de vijfde klasse en wist te promoveren naar de vierde klasse. Hij werkte nog twee seizoenen bij ADVEO, waarna hij aan de slag ging bij SV Simpelveld in de derde klasse. Vanaf het seizoen 2014-2015 was Broeders trainer van RKVV Voerendaal in de 4e Klasse. Wegens de slechte resultaten en zijn slechte relatie met de spelersgroep werd hij in de winterstop op non actief gesteld.
In 2019 t/m 2021 hoofdtrainer SV ARGO behaalde met deze jonge groep in eerst jaar nacompetitie, vanwege COVID’19 geen vervolg aan kunnen geven. Seizoen 2020-2021 huidige klassering 2e plek 3e kl. B COVID opnieuw spelbreker!
Broeders werkte eveneens voor gemeente Brunssum voor Sportzaken.

## Clubstatistieken
| Seizoen | Club    | Competitie | Duels | Weds. |
| ------- | ------- | ---------- | ----- | ----- |
| 1987/88 | Roda JC | Eredivisie | 10    | 0     |
| 1988/89 | Roda JC | Eredivisie | 26    | 1     |
| 1989/90 | Roda JC | Eredivisie | 33    | 1     |
| 1990/91 | Roda JC | Eredivisie | 28    | 0     |
| 1991/92 | Roda JC | Eredivisie | 33    | 1     |
| 1992/93 | Roda JC | Eredivisie | 20    | 4     |
| 1993/94 | Roda JC | Eredivisie | 1     | 0     |